# Séston
Em biologia marinha, limnologia e oceanografia, chama-se séston ao conjunto das partículas, orgânicas ou não, que se encontram dispersas na coluna de água e que, para além de poderem constituir alimento para alguns organismos, têm um papel importante na difusão da luz na água e, portanto, na produção primária.
O séston é subdividido em duas categorias: bioseston e abioseston (ou tripton). O bioseston inclui os plânctons em geral (fitoplânctons, zooplânctons, bacterioplânctons e outros), o nécton (organismos com automobilidade) e o plêuston (organismos que vivem na superfície da água - interface ar-água). Já o abioseston compreende os detritos orgânicos e/ou inorgânicos particulados suspensos na coluna de água.